# Dominique Girod

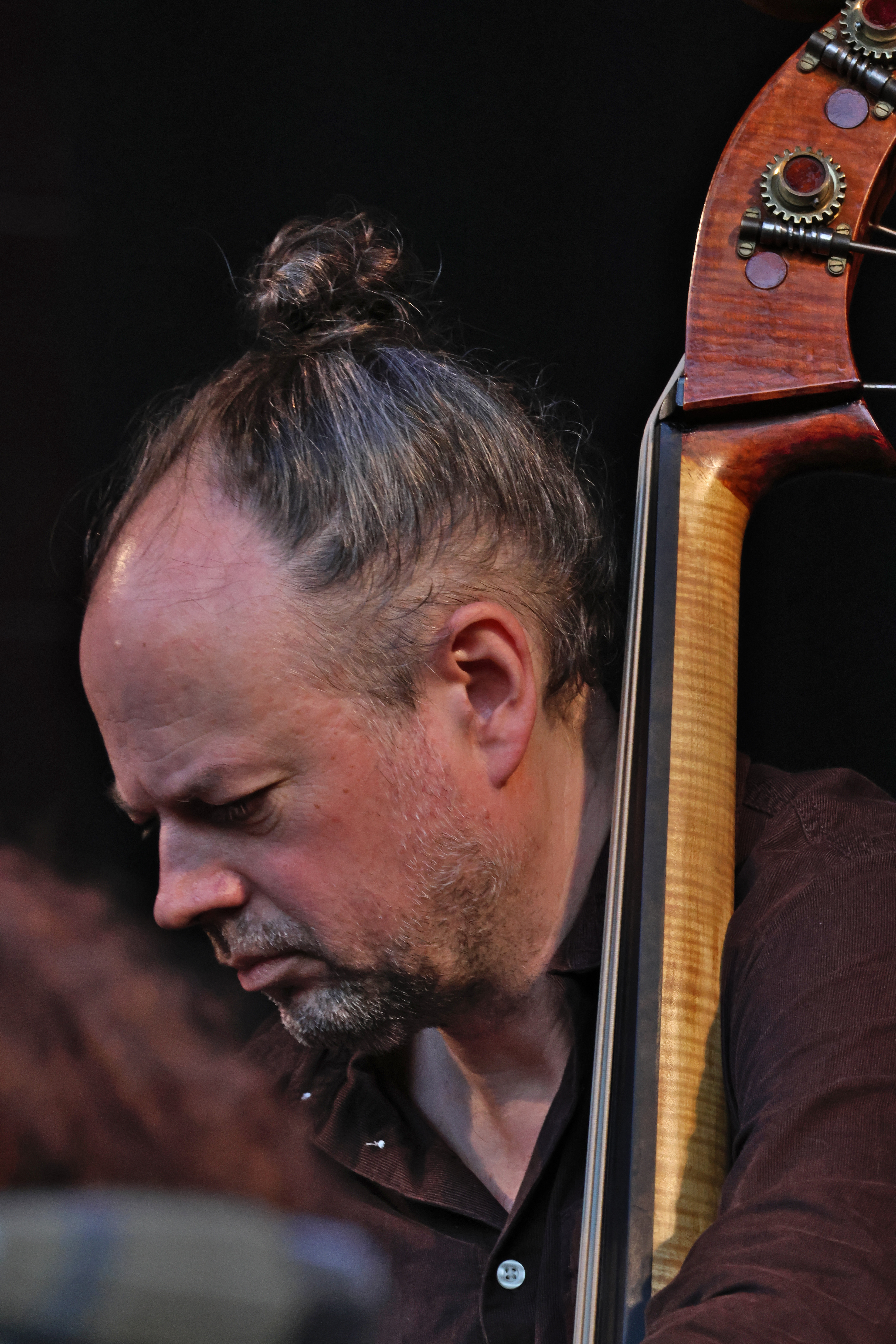
Dominique Girod (2024)

Dominique Girod (* 1975 in Winterthur) ist ein Schweizer Komponist und Kontrabassist.

## Leben und Wirken
Dominique Girod wuchs als Sohn der Pantomimin und Bewegungspädagogin Ruth Girod und des Jazzpianisten Roger Girod in Winterthur auf. Von 1993 bis 1996 studierte er Jazz und klassischen Kontrabass an der Ecole Normale und  der American School of Modern Music in Paris bei Jean-François Jenny-Clark. Zurück in der Schweiz studierte er am Konservatorium Zürich bei Andreas Cincera klassischen Kontrabass (Lehrdiplom 1999). An derselben Hochschule folgten Studien in Komposition bei Michael Jarrell und elektronischer Musik und Theorie bei Gerald Bennett (Abschluss 2007).
Als Musiker vor allem im Bereich Jazz und Neue Musik aktiv, spielte er am Bass unter anderem mit Nat Su, Chris Wiesendanger, Christoph Gallio, Dieter Ulrich, Daniel Schenker, Matthias Spillmann, Reto Suhner, Chris Cheek, Kurt Rosenwinkel, Michael Jeffrey Stevens/Miles Griffith, Benny Golson, Jorge Rossy, der Philharmonischen Werkstatt Schweiz und dem Ensemble für Neue Musik Zürich. Um das Jahr 2009 gründete er ausserdem das Sextett «Grünes Blatt», für das er auch eigene Musik schreibt und arrangiert. Seit 2012 spielt er meist auf einem Instrument des Zürcher Bassbauers Martin Hillmann.
Als Komponist schreibt Girod sowohl Jazz als auch klassische Musik. Neben verschiedenen Kompositionsaufträgen hat er sich intensiv mit Liedern beschäftigt, für seine Band «Grünes Blatt» insbesondere mit rumänischen Volksliedern. Seine erste Oper «l’homme qui rit» (eine Bearbeitung des gleichnamigen Romans von Victor Hugo) wurde 2013 von der Freien Oper Zürich in der Roten Fabrik Zürich uraufgeführt.
Girod unterrichtet seit 2001 Kontrabass (Klassik und Jazz) an der Musikschule Konservatorium Zürich (MKZ) und an der Zürcher Hochschule der Künste (ZHdK). Seit 2008 hat er dort zusätzlich einen Lehrauftrag für Musiktheorie im Rahmen der Diplomlehrgänge «DAS Kirchenmusik Chorleitung/Orgel».

## Preise und Auszeichnungen
2003 bis 2004 war Girod Stipendiat des Landis+Gyr-Ateliers für Komposition in London.
2014 erhielt er den Anerkennungspreis für Komposition der Gemeinde Zollikon. 2015 wurde ihm das Werkjahr E-Musik für Komposition vom Präsidialdepartements der Stadt Zürich finanziert.

## Diskografische Hinweise
- Di Alma, mit Teofilo Chantre (Lusafrica, 1997)
- about, mit Day & Taxi (Percaso, 1998)
- Less And More, mit Day & Taxi (Unit Records, 1998)
- Live At Moods, mit dem Chris Wiesendanger Trio (Brambus Records, 1999)
- Agua Amarga, mit dem Thomas Silvestri Quintett (Altrisuoni, 2000)
- The Sign, mit dem Adrian Frey Trio (Altrisuoni, 2000)
- Only Love, mit Miles Griffith/Michael Stevens Quartett (Arstists Recording Collectiv, 2008)
- Thirteen Ways, mit Grünes Blatt (Unit Records, 2011)
- Ripples, mit dem Lester Menezes Trio and Friends (Unit Records, 2012)
- Roadworks, mit Christoph Gallio/Beat Streuli (Percaso, 2013)
- Colors, mit dem Reto Suhner Nonett (Anuk, 2013)
- Su / Rossy / Girod: Three Trios (TCB Records 2024)[6]